# حروب كوسيون
حروب كوسيون (تُدعى أيضًا حروب كيپ الحدودية أو حروب الأعوام المئة الأفريقية) هي سلسلة من 9 حروب أو اندلاعات عنف من عام 1779 إلى عام 1879، بين مملكة كوسيون والمستوطنين الأوروبيين، في ما يُدعى الآن كيپ الشرقية بجنوب أفريقيا. كانت تلك الأحداث أطول حدث عسكري في تاريخ استعمار أفريقيا.
في واقع الصراعات بين الأوروبيين ومملكة كوسيون حالة من التوتر المتزن. ففي بعض الأحيان نشبت تَوترات بين مختلف الأوروبيين في منطقة كيب، ونشبت كذلك بين حكومة الإمبراطورية وحكومات المستعمرات، وأيضًا في مملكة كوسيون، منها ثوران الزعماء بعضهم على بعض، في ثورات كانت في صالح الأوروبيين الذين استغلوها للتدخل في سياسات كوسيون. من أفضل الأمثلة على هذا ما حدث بين الزعيم إنجيكا وعمه الزعيم إندلامبه.

## خلفية
المستوطنون الأوروبيون الأوائل في كيپ كانوا هولنديين، أسسوا مركز إمدادات صغيرًا في عام 1652 حيث مدينة كيپ الحالية، لتقف فيه سُفنهم التجارية فتتزود في سبيلها إلى الجزر الهندية أو عند الرجوع منها. في ما بعد توسعت مستوطنات الأوروبيين في كيپ وما حولها، فصارت قرًى. بحلول النصف الثاني من القرن الثامن عشر، انتقل الأوروبيون –الذين كان أغلبهم رعاة– شرقًا إلى الساحل، وواجهوا مملكة كوسيون في منطقة نهر السمك العظيم. كانت كوسيون قائمة في المنطقة بالفعل حينئذ، وكانت تعيش على تربية الماشية. تأجج التنافس على الأرض، ولا سيما بعد وصول مجموعات عدة من المستوطنين البريطانيين في عام 1820.
استعمل الأوروبيون القوة عندما وجدوا مَن بالأرض –التي كانوا قد تغلبوا عليها أصلًا– يقيدونهم ويحُولون بينهم وبين أنشطتهم المتعلقة بمزارع الماشية. كانت شركة الهند الشرقية الهولندية مسؤولة عما يُشار إليه بـ«تأسيس» عدة مناطق حضرية، مثل المدن والبلدات التي أسسوها في المناطق التي كانت مسكونة بالفعل في جنوب أفريقيا وغربها؛ فأخذت تغيّر حدود مستعمرة كيب، متخِذة نهر السمك العظيم حدودًا شرقية في عام 1778.

## النزاعات المبكرة

### الحرب الأولى (1779–1781)
اندلعت حرب كوسيون الأولى في عام 1779، بينها وبين الساكنين عند حدود بوير. في ديسمبر عام 1779 نشب نزاع مسلح، بسبب مزاعم بأن بعض الكوسيونيين سرقوا ماشية. من ثَم استحوذ أدريان فان جارسفيلد على عدد كبير من ماشية كوسيون، وزعم أنه أخرجها من زورفيلد (ألباني بجنوب أفريقيا) في يوليو عام 1781.

### الحرب الثانية (1789–1793)
اندلعت الحرب الثانية على مساحة أكبر. وكان اندلاعها عندما بدأت عشائر جيكيونُكويبي من مملكة كوسيون تشق طريقها راجعةً إلى زورفيلد، وهي منطقة بين نهر السمك العظيم ونهر صندايز.